# マウラ・ウェスト
マウラ・ウェスト（Maura West、1972年4月27日 - ）は、アメリカ合衆国の女優。

## 出演作品
- ジェネラル・ホスピタル
- ザ・ヤング・アンド・ザ・レストレス
- アズ・ザ・ワールド・ターンズ